# Telecomsoft
Telecomsoft est une ancienne société britannique d'édition de jeux vidéo, filiale de British Telecom, fondée en 1984. Elle exploitait trois labels distincts : Firebird, Rainbird et Silverbird. Elle a été rachetée par MicroProse en 1989.

## Labels
Telecomsoft n'a jamais publié de logiciel sous son propre nom, et a toujours utilisé celui de ses labels.

### Firebird
Firebird est le premier label, créé dès 1984. Si à l'origine British Telecom avait lancé un appel à publication sous le nom de Firefly Software, des problèmes juridiques l'obligent à trouver un nouveau nom. C'est le nom Firebird qui est retenu, et rapidement déposé, tout comme le logo, afin d'éviter toute mésaventure dans le futur.

### Silverbird
Silverbird est dédié à la republication des jeux en gamme budget.

### Rainbird
Rainbird est lancé à l'arrivée des ordinateurs familiaux 16 bits, afin de publier des jeux sur Atari ST et Amiga. 